# 2-Hydroxy-Glutarazidurie
Die 2-Hydroxy-Glutarazidurie ist eine Gruppe sehr seltener angeborener, zu den Glutarazidurien gehöriger Stoffwechselstörungen mit sehr unterschiedlichem klinischen Erscheinungsbild. Hauptmerkmale sind erhöhte Spiegel von 2-Hydroxyglutarsäure im Blutserum, in der Zerebrospinalflüssigkeit und im Urin.

## Einteilung
Die 2-Hydroxyglutarsäure kann als Spiegelbildisomer auftreten, d. h., es gibt eine (rechtsdrehende) D-2-Hydroxyglutarsäure und eine (linksdrehende) L-2-Hydroxyglutarsäure. Für die Krankheit ergeben sich folgende Formen:
- D-2-Hydroxyglutarazidurie (D2-HGA) mit unterschiedlichen metabolischen, neurologischen und dysmorphen Symptomen.
- L-2-Hydroxyglutarazidurie (L2-HGA) mit psychomotorischer Retardierung, zerebellärer Ataxie und Epilepsie.
- D-& L-2-Hydroxy-Glutarazidurie als Kombination aus beiden[2]

## Verbreitung
Die Häufigkeit wird mit unter 1 zu 1.000.000 angegeben, bislang wurden weniger als 300 Patienten beschrieben.

## Ursache
- Der D-2-HGA liegen Mutationen im D2HGDH-Gen auf Chromosom 2 Genort q37.3 (Typ I) und im IDH2-Gen auf Chromosom 15 q26.1 (Typ II) zugrunde.[3] Die IDH2 Gene geben Instruktionen für Enzyme der Mitochondrien. Wenn Mängel des Enzyms entstehen, kommt es zur toxischen Anhäufung des D-2-Hydroxyglutarats. Daraus folgt eine Beschädigung der Hirnzellen. Es ist bislang ungeklärt warum es in manchen Fällen zu Kardiomyopathien kommt.
- Der L-2-HGA Mutationen im L2HGDH-Gen auf Chromosom 14 q22.1[4]
- Der Kombinationserkrankung Mutationen im SLC25A1-Gen auf Chromosom 22 q11.21, welche für Proteine innerhalb der Mitochondrien kodieren, die für die Energieproduktion einer Zelle und darüber hinaus für den Transport gewisser Moleküle, wie z. B. Citrat, in und aus den Mitochondrien, zuständig sind. Mutationen dieses Gens reduzieren die Proteinfunktion, welche normalerweise sowohl D-2-Hydroxyglutarat als auch L-2-Hydroxyglutarat aus der Zelle heraustransportieren. Die Dysfunktion der Enzyme führt zu einer Anhäufung des D- bzw. L-2-Glutarats innerhalb der betroffenen Zellen, welche in hohem Maße zur Beschädigung der Zelle oder sogar zum Zelltod führen können. Die Zellen des Gehirns reagieren sehr verletzbar auf jene giftige Menge, was den Rückschluss auf fast ausschließlich zerebrale Symptome ergibt. Wissenschaftler vermuten, dass die fehlende Balance der Moleküle, insbesondere Citrat, zu den restlichen Symptomen der kombinierten Form beisteuern.[5] Die Hydroxy-Glutarazidurien sind sehr selten vorkommende neurometabolische Erkrankungen mit autosomal-rezessivem Erbgang. Die Ausnahme bildet D-2-HGA, welche dominant vererbt wird.[1]

## Klinische Erscheinungen
- Bei der D-2-HGA sind Hauptzeichen Entwicklungsverzögerung, Krampfanfälle, Muskelhypotonie und Abnormitäten in großen Bereichen des Gehirns. Dieses beeinflusst Bewegung, Sprache, Sicht, Denken, Emotionen und das Gedächtnis. Typ II neigt dazu früher zu beginnen und verursacht oft mehrere ernsthafte Gesundheitsprobleme im Vergleich zu Typ I. Darüber hinaus kann Typ II mit Kardiomyopathien assoziiert werden.
- L-2-HGA verursacht schwere Störungen am zentralen Nervensystem, insbesondere im Kleinhirns. Erste klinische Anzeichen treten gewöhnlich im Alter von sechs Monaten bis zum ersten Lebensjahr auf. Bei Betroffenen kommt es zunächst zu normaler Entwicklung oder leichter psychomotorischer Entwicklungsverzögerung, und letztendlich zu pyramidalen und extrapyramidalen Symptomen wie unter anderem Dystonie, Myoklonien und Spastik. Viele Betroffene haben Probleme mit der Balance, sowie Muskel Koordination (Ataxie). Nicht selten können auch eine Epilepsie, Makrozephalie und Verhaltensänderungen bestehen.
- Die Kombination der D, L-2-HGA verursacht Hirnabnormitäten, welche im Säuglingsalter erscheinen. Betroffene Kinder leiden unter Krampfanfällen, einem schwachen Muskeltonus (Hypotonie), Atem- und Fütterungsproblemen. In den meisten Fällen ist das Überleben lediglich bis zum Kindesalter gewährleistet.

## Diagnose
Ein Screening auf organische Säuren ergibt einen massiv gestiegenen Hydroxy-Glutarsäurespiegel in Urin, Plasma und Zerebrospinal Liquor, sowie sekundären Carnitinmangel. Die Diagnose der L-2-HGA kann durch eine chirale Auftrennung biochemisch gesichert werden. Aufgrund des langsamen Krankheitsverlaufs kann es zu einer verspäteten Feststellung kommen. Die bildgebenden Verfahren (MRT- und CT) weisen Intensitätssteigerungen in subkortikalen und paraventrikulären Bereichen, sowie auch Atrophie des Kleinhirns und Enzephalopathie der weißen Hirnsubstanz auf. Durch Mutationsanalyse und Messung der L-2-Hydroxy-Glutarsäure im Fruchtwasser ist eine Pränataldiagnostik prinzipiell möglich.

## Therapie
Bislang ist keine spezifische Behandlung bekannt.

## Prognose
Die Prognose gilt aufgrund der Progredienz als ungünstig, dennoch erreichen die meisten Patienten das Erwachsenenalter.